# Tirreno-Adriático 1970
La quinta edición del Tirreno-Adriático se disputó entre el 11 y el 15 de marzo de 1970 con un recorrido de 913 kilómetros con salida en Roma y llegada a San Benedetto del Tronto. El ganador de la carrera fue el belga Antoon Houbrechts del Salvarani.

## Etapas
| Etapa | Fecha       | Recorrido                             | km    | Ganador          | Líder             |
| ----- | ----------- | ------------------------------------- | ----- | ---------------- | ----------------- |
| 1ª    | 11 de marzo | Casal Palocco - Fiuggi                | 192,0 | Marcello Bergamo | Marcello Bergamo  |
| 2ª    | 12 de marzo | Alatri - Pescasseroli                 | 176,0 | Willy Vekemans   | Roberto Ballini   |
| 3ª    | 13 de marzo | Pescasseroli - Pineto                 | 200,0 | Patrick Sercu    | Roberto Ballini   |
| 4ª    | 14 de marzo | Pineto - Civitanova Marche            | 229,0 | Mario Nicoletti  | Roberto Ballini   |
| 5ª A  | 15 de marzo | S.B del Tronto - S.B del Tronto       | 98,0  | Guerrino Tosello | Antoon Houbrechts |
| 5ª B  | 15 de marzo | S.B del Tronto - S.B del Tronto (CRI) | 18,0  | Felice Gimondi   | Antoon Houbrechts |

## Clasificaciones finales

### General
| Posición | Ciclista           | Equipo    | Tiempo      |
| -------- | ------------------ | --------- | ----------- |
| 1        | Antoon Houbrechts  | Salvarani | 24h 50' 25" |
| 2        | Italo Zilioli      | Faemino   | + 30"       |
| 3        | Felice Gimondi     | Salvarani | + 35"       |
| 4        | Vittorio Adorni    | Scic      | + 1' 21"    |
| 5        | Franco Bitossi     | Filotex   | + 1' 22"    |
| 6        | Patrick Sercu      | Dreher    | + 1' 36"    |
| 7        | Giancarlo Polidori | Scic      | + 1' 46"    |
| 8        | Marcello Bergamo   | Filotex   | + 1' 59"    |
| 9        | Renato Laghi       | Sagit     | + 2' 34"    |
| 10       | Aldo Moser         | G.B.C.    | + 2' 40"    |